# Algolagnia

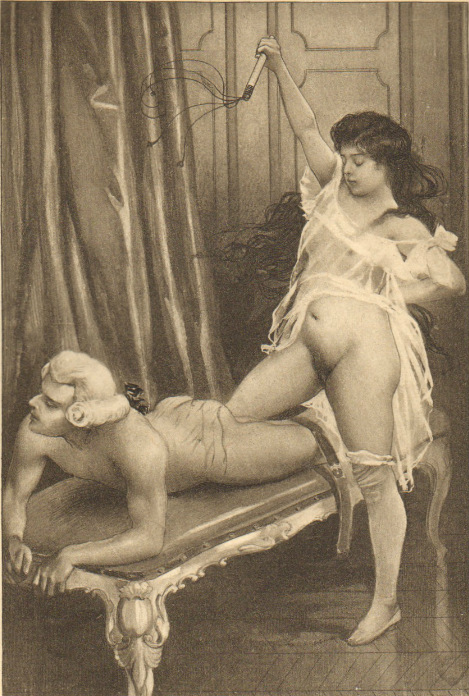
Il·lustració d'Édouard-Henri Avril

Algolagnia és una paraula provinent del grec antic (ἄλγος, algos: dolor; λαγνεία, lagneia: plaer), que constitueix una de les definicions usuals en medicina per a referir-se a l'erotisme del dolor o el plaer sexual relacionat amb les sensacions doloroses.

## Història del concepte
L'algolagnia va ser anomenada per primer cop per Albert von Schrenk-Notzing (1862-1929). Això no obstant, les teories de Richard von Krafft-Ebing (1840-1902) a Psychopathia Sexualis (on s'utilitzaven els termes sadisme i masoquisme) van ser adoptades per Sigmund Freud (1856-1939) i van passar a ser part integrant de la psicoanàlisi, garantint així el seu predomini sobre el concepte d'«algolagnia». Es distingeix entre algolagnia activa i algolagnia passiva, segons si l'erotisme el desperta la recepció del dolor o bé el fet d'exercir-lo sobre altres persones. Així, doncs, l'algolagnia està relacionada amb les parafílies del sadisme i el masoquisme.
El neuròleg Albert Eulenberg va ser un dels primers investigadors que va estudiar l'algolagnia, el 1902 a Sadismus und Masochismus. Poc després, Havelock Ellis també se'n va ocupar a principis de la dècada de 1900, bo i considerant que incloïa les manifestacions dels sadisme i el masoquisme, però mantenint que el gaudi del dolor es limitava a un context eròtic, en contrast amb les interpretacions de Krafft-Ebing. Amb títols com Analysis of the Sexual Impulse, Love and Pain, The Sexual Impulse in Women and The Evolution of Modesty, The Phenomena of Sexual Periodicity o Auto-Erotism, va descriure els principis bàsics d'aquesta tendència sexual.

## Recerca

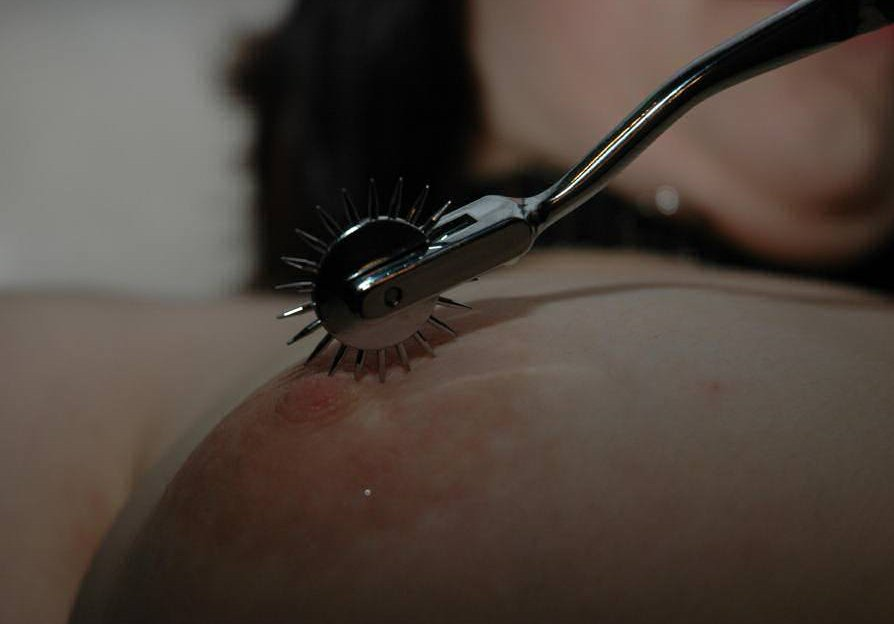
Estimulació del mugró per mitjà de la roda de Wartenberg

A partir de 1992, l'algolagnia va ser descrita com un fenomen físic en el qual el cervell interpreta els senyals de dolor com a plaents amb efectes psicològics. Contra els prejudicis i la ignorància habitual que podia considerar aquestes pràctiques sexuals com a patològiques, Andres Spengler va concloure en les seves les investigacions que aquestes pràctiques minoritàries eren estadísticament anormals però inofensives.
Les parafílies inclouen, per definició, desitjos psicològics en els quals la pràctica ha de ser l'únic mitjà de gratificació sexual, mentre que en l'algolagnia se segueixen buscant les reaccions convencionals del plaer, i la cerca del dolor per plaer pot evitar-se. En el cas del masoquisme, existeix un desig mental de dolor i humiliació que poden conduir a l'excitació sexual. D'altra banda, l'algolagnia és una reacció psicològica al dolor que no involucra directament desitjos o aspectes psicològics. En altres paraules, una persona amb algolagnia gaudeix el dolor però podria desitjar no fer-ho, i un masoquista desitja el dolor però podria no ser capaç de gaudir-lo realment.